# Escalerillas, Valle de Bravo
Escalerillas är en ort i Mexiko.   Den ligger i kommunen Valle de Bravo och delstaten Mexiko, i den södra delen av landet, 110 km väster om huvudstaden Mexico City. Escalerillas ligger 2 044 meter över havet och antalet invånare är 141.
Terrängen runt Escalerillas är kuperad. Runt Escalerillas är det ganska tätbefolkat, med 116 invånare per kvadratkilometer. Närmaste större samhälle är Otzoloapan, 19,2 km väster om Escalerillas. I omgivningarna runt Escalerillas växer huvudsakligen savannskog.